# Porxo (Cornellà del Terri)
El Porxo és una obra de Cornellà del Terri (Pla de l'Estany) inclosa a l'Inventari del Patrimoni Arquitectònic de Catalunya.

## Descripció
Porxo que ocupa la banda de ponent d'un conjunt d'edificis de planta irregular. Per una banda presenta un arc de mig punt amb pedres tallades i col·locades a plec de llibre, la resta del parament és fet amb pedra irregular. L'altra façana exterior presenta, al pis superior, un tancament fet amb peces de fusta. El sostre de la planta baixa és amb cairats, fustam i rajols. La coberta és de teula àrab a una vessant.